# Four Seasons Resort & Club Dallas at Las Colinas
De Four Seasons Resort & Club Dallas at Las Colinas is een golf- en hotelresort in de Verenigde Staten en werd opgericht in 1982. Het resort wordt beheerd door de Four Seasons Hotels and Resorts en bevindt zich in Irving, Texas. Het heeft twee 18-holes golfbanen (de Cottonwood Valley en de TPC Las Colinas).
Naast twee 18 holesbanen beschikt het resort ook over 431 hotelkamers, vier zwembaden, een fitnesszaal en twaalf tennisbanen.

## Golfbanen

### Cottonwood Valley
De Cottonwood Valley werd opgericht in 1982 en ontworpen door de golfbaanarchitecten Byron Nelson, Jay Morrish en Robert Trent Jones. In 2007 werd de golfbaan gerenoveerd en werd gebruikt voor de Byron Nelson Golf Classic, van 1983 tot 1985.

### TPC Las Colinas
De TPC Las Colinas werd opgericht in 1985 en maakt ook deel uit van de Tournament Players Club. De baan werd ontworpen door Byron Nelson en Jay Morrish en wordt anno 1986 gebruikt voor de Byron Nelson Golf Classic. In 2009 werd de golfbaan gerenoveerd door Steve Wolfard en golfer D. A. Weibring.

## Golftoernooien
Cottonwood Valley
Voor het golftoernooi is de lengte van de golfbaan ('black-tees') voor de heren 6529 m met een par van 71. De course rating is 74,3 en de slope rating is 137.
- Byron Nelson Golf Classic: 1983-1985

TPC Las Colinas
Voor het golftoernooi is de lengte van de golfbaan ('black-tees') voor de heren 6553 m met een par van 70. De course rating is 76,0 en de slope rating is 142.
- Byron Nelson Championship: 1986-heden